# 有色人種
有色人種（ゆうしょくじんしゅ）とは、帝国主義の時代から20世紀中頃まで使用された人種分類である。有色人種という言葉は、白色人種と対で使用される言葉であり、ヨーロッパ系のコーカソイドを除いた、その他人種を指す。
有色人種という概念は優生学の思想に基づき、イギリス・フランス・アメリカ合衆国などを中心としたヨーロッパ系コーカソイドが、植民地の拡大・奴隷制の維持を正当化する根拠として唱えられたものであり、そのため、自分たちと被植民地国の国民および奴隷との、外見で区別しやすい皮膚の色や血統などの特徴を利用し、人種を細分化したものである。
そのため、有色人種と対で使用される場合の白色人種とは、現在の一般的人種分類（コーカソイド・ネグロイド・オーストラロイド・モンゴロイド）とは定義の範囲が異なり、人種差別と密接に結びついた概念であるため、用語毎にその対象範囲が異なる。

## 有色人種という言葉の成り立ち
有色人種という言葉が成立するきっかけは、初期の人類学を主導したブルーメンバッハをはじめとした学者の、人種分類に由来する。
初期の人類学が成立した時代のヨーロッパは、未だユダヤ=キリスト教文化の伝統に支配されていた時代であった。この時代、ノアの箱舟が辿り着いた中央アジアのコーカサス地方は聖地とされており、且つ旧約聖書により白い色は善、逆に黒い色は邪悪な闇とされていた。つまり、当時のヨーロッパ人は宗教的な理由から、自分たちを「ノアの箱舟で出アフリカを果たし、コーカサス地方にたどり着いた人々の子孫にして、高貴な白い肌の人々」という自己認識をしていたため、自分たちをコーカソイドと命名し、さらに、さまざまな人間集団のなかで「コーカサス出身」の「白い肌の人々」が最も美しくすべての人間集団の「基本形」で、他の4つの人類集団はそれから「退化」したものだと定義した。
このような人種分類は、その後優生学と結びつき丁度植民地支配および奴隷制を強めていたヨーロッパの各国およびアメリカに利用され、「高貴な白人が、白人から退化した邪悪な人種（つまり有色人種）を導くためには、植民地支配・奴隷制度は必要なものである。」と、これら制度の正当化の根拠とされた。
またの白色人種・有色人種の分類は、上記のように多分に宗教的・社会的理由、色素の濃淡などから行われたため、コーカソイドであるインド亜大陸や中東に住む人々も異教徒・被支配人種ということから有色人種に分類された。
さらに、20世紀において被植民地国の独立や日本の世界進出が始まると、有色人種の中から名誉白人（名誉人種）という概念を作り出す等、非常に疑似科学的な装いを持った人種差別的概念であった。
このように、有色人種の定義そのものが自然科学的な正当性に欠ける誤った概念であり、同じように自然科学的に誤りとされる天動説のような間違った学説同様、科学史、社会史などでのみ使用されるべき概念であるといえ、科学的には死語となっている。

## 各国での表現

### アメリカ合衆国
アメリカ合衆国での Colored は黒人を含む「黒人の血を引く者」の意味で用いられる場合が多い。また、黒人と混血したインディアン（ブラック・インディアン）や、インディアンそのものに対してもこの呼称は使われた。彼らはプレッシー対ファーガソン裁判にみられるように、見かけが白人であってもジム・クロウ法などによる人種差別の対象とされた。
ブラウン対教育委員会裁判や公民権運動の高まりにより、黒人への差別が違法とされるに伴い、米国での Colored という言葉自体が差別用語に近似する語と見做され、公式の場で用いられることがなくなってきており、一般的にも死語となってきた。日本における有色人種と同様の範囲を指し示す場合は、非白人(Non-white)などというのが政治的に望ましい。

### カナダ
カナダで「非白人（non-white）」を指す場合には現在「ヴィジブル・マイノリティー（visible minorities、容貌から判断出来る少数派民族）」と言う用語が使われることが多く、政治的に正しい用語とされる。これは近代史上カナダへの移民はヨーロッパからが大多数であったことから、言語・宗教などではなく「見た目（＝肌の色など）」の違いで判断出来る少数派民族を指し、雇用機会均等促進の文脈などでカナダ統計局などで使用されている。ヴィジブル・マイノリティーは雇用均等法での定義として「先住民族を除く非白人系人種または肌の色が白くない人々（persons, other than Aboriginal people, who are non-Caucasian in race or non-white in colour）」であり、有色人種のことを指す。また運用上は「黒人、中国系、フィリピン系、日系、朝鮮系、ラテンアメリカ系、太平洋諸島諸族、南アジア系、西アジア系、アラブ系（Blacks, Chinese, Filipinos, Japanese, Koreans, Latin Americans, Pacific Islanders, South Asians, and West Asians/Arabs）」を指す。